# Astragalus sciadophorus
Astragalus sciadophorus là một loài thực vật có hoa trong họ Đậu. Loài này được Franch. miêu tả khoa học đầu tiên.